# Початківці
«Початківці» (англ. Beginners) — американський трагікомедійний фільм, знятий Майком Міллсом. Світова прем'єра стрічки відбулась 11 вересня 2010 року на міжнародному кінофестивалі в Торонто. Фільм розповідає про Олівера, який після смерті матері дізнається від батька, що той є геєм.

## У ролях
- Юен Мак-Грегор — Олівел Філдс
- Крістофер Пламмер — Гел Філдс
- Мелані Лоран — Анна Воллес
- Горан Вишнич — Енді
- Мері Пейдж Келлер — Джоджія Філдс

## Визнання
| Нагороди та номінації фільму «Початківці» | Нагороди та номінації фільму «Початківці» | Нагороди та номінації фільму «Початківці» | Нагороди та номінації фільму «Початківці» | Нагороди та номінації фільму «Початківці» | Нагороди та номінації фільму «Початківці» |
| Рік                                       | Кінопремія / Кінофестиваль                | Категорія / Нагорода                      | Номінант                                  | Результат                                 |                                           |
| ----------------------------------------- | ----------------------------------------- | ----------------------------------------- | ----------------------------------------- | ----------------------------------------- | ----------------------------------------- |
| 2012                                      | Премія «Оскар»                            | Найкраща чоловіча роль другого плану      | Крістофер Пламмер                         | Перемога                                  |                                           |